# Makedonska vojno-inspekcijska oblast
Makedonska oblast ili Makedonska vojno-inspekcijska oblast (bug. Македонска военноинспекционна област) je oblast formirana tijekom Prvog svjetskog rata od okupiranih dijelova Srbije od Bugarske na prostorima Vardarske Makedonije, Kosova i Metohije .

## Formiranje
Makedonska vojno-inspekcijska oblast formirana je 8. prosinca 1915. godine sa sjedištem u Skoplju i nalazila se u operativnoj zoni do 29. rujna 1918. godine. Administrativno područje je obuhvaćalo sljedeće okruge (srezove): Skopski, Kumanovski, Tetovsko, Štipski, Tikveški (Kavadarski), Bitoljski, Ohridski, Prizrenski i Prištinski. General-gubernator oblasti od formiranja i do 1918. godine bio je general Račo Petrov, a od 1918. godine general Stefan Tošev. Tijekom 1917. godine načelnik oblasti bio je general Pravoslav Tenev. 
U sjedištu okruga 1916. godine formirana je jedna brdska divizija. Od lipnja 1918. godine razdijeljena je na okupacijske rajone, a od 11. kolovoza a iste godine - na Skopsku i Štipsku divizijsku oblast s po 5 pukovska vojna okruga. Od 7. listopada 1918. godine sjedište se nalazi u Sofiji. Od 1918. godine šef komunikacija u Makedonskoj vojno-inspekcijskoj oblasti bio je general Simeon Jankov. Rasformirana je 16. prosinca 1918. godine.
U oblasti se otvara ured, koji ima za cilj izrađivati liste i skice, te da fotografira otkrivene vojne grobove, kao i da se brine za njihovo održavanje.